# Galéotès
Dans la mythologie grecque, Galéotès ou Galéos (en grec ancien Γαλεώτης / Galeṓtēs ou Γαλεὺς / Galeùs) est un fils d'Apollon et de l'hyperboréenne Thémisto, qui fonde en Sicile un sanctuaire. Il donne son nom aux Galéotes, devins siciliens. 

## Mythe
Galéotès, ou Galéos, est le fils du dieu Apollon et de Thémisto, fille du roi hyperboréen Zabios.
Avec Telmissos, il se rend auprès de l'oracle de Dodone : celui-ci leur ordonne de construire un autel à l'endroit où ils verront un aigle qui s'empare de la victime d'un sacrifice. Telmissos se rend vers l'est, en Carie, tandis que Galéotès se rend vers l'ouest, en Sicile ; il y donne son nom à un groupe de devins, les Galéotes.